# القليع (قفل شمر)

تعديل مصدري - تعديل

القليع هي إحدى قرى عزلة بني جل بمديرية قفل شمر التابعة لمحافظة حجة، بلغ تعداد سكانها 510 نسمة حسب تعداد اليمن لعام 2004.